# Thalay Sagar
Thalay Sagar – szczyt w Himalajach. Leży w Indiach, w stanie Uttarakhand. Należy do jednej grani razem z takimi szczytami jak Shivling, Bhrigupanth i Meru.
Pierwszego wejścia dokonali Roy Kligfield, John Thackray i Pete Thexton 24 czerwca 1979 r.